# Liste der Tettsteder in Rogaland
Dies ist eine Liste der Tettsteder in Rogaland. Gelistet werden also alle Tettsteder, die im Fylke (Provinz) Rogaland liegen. Die Tettsteder werden jährlich vom norwegischen Statistikamt Statistisk sentralbyrå (SSB) nach gewissen Kriterien bestimmt. Ein Tettsted hat mindestens 200 Einwohner und der Abstand zwischen den einzelnen Häusern soll im Normalfall 50 Meter nicht überschreiten. Der Abstand kann größer sein, wenn etwa die natürlichen Gegebenheiten in einem Gebiet keine Bebauung zulassen oder flächenintensive Anlagen wie Schulen oder Industriegebäude vorliegen. In einer Kommune können mehrere Tettsteder liegen. Zugleich können sich einzelne Tettsteder über mehrere Kommunen erstrecken.

## Liste
| Nummer | Bild | Name              | Einwohner (1. Januar 2024) | Fläche in km² (1. Januar 2024) | Kommune(n)                          |
| ------ | --- | ----------------- | -------------------------- | ------------------------------ | ----------------------------------- |
| 4501   | Foto von einer Anhöhe in bergiger Umgebung auf eine an einem Gewässer liegende Stadt herunter               | Egersund          | 11.788                     | 7.04                           | Eigersund                           |
| 4502   | Foto eines Bahnhofs                                                                                         | Hellvik           | 889                        | 0.75                           | Eigersund                           |
| 4512   | | Vatne             | 924                        | 0.54                           | Sandnes                             |
| 4514   | Blick von einer Anhöhe auf eine am Meer gelegene Siedlung herunter                                          | Hommersåk         | 6764                       | 2.24                           | Sandnes                             |
| 4515   | Foto einer Ansiedlung mit einer Wiese im Vordergrund und einer Erhebung direkt dahinter                     | Sviland           | 753                        | 0.33                           | Sandnes                             |
| 4516   | Foto einer weißen Holzkirche                                                                                | Høle              | 425                        | 0.36                           | Sandnes                             |
| 4522   | Blick auf eine am Wasser gelegene Stadt mit einem älteren, gelb gestrichenen Gebäude im Vordergrund         | Stavanger/Sandnes | 239.055                    | 80.03                          | Stavanger, Sandnes, Sola, Randaberg |
| 4523   | | Krossberg         | 406                        | 0.12                           | Stavanger                           |
| 4524   | Foto einer kleinen Kapelle                                                                                  | Vassøy            | 629                        | 0.33                           | Stavanger                           |
| 4532   | Foto einer mit Holzhäusern gesäumten und beflaggten Straße                                                  | Haugesund         | 47.020                     | 21.42                          | Haugesund, Karmøy                   |
| 4541   | Foto einer weißen Kirche                                                                                    | Hauge             | 2400                       | 1.86                           | Sokndal                             |
| 4551   | Foto einer an einem Wehr gelegenen roten Holzhütte und einem Warnschild in bergiger Umgebung                | Moi               | 2008                       | 1.68                           | Lund                                |
| 4561   | Luftbild eines Schulgebäude-Komplexes                                                                       | Vikeså            | 1040                       | 0.86                           | Bjerkreim                           |
| 4562   | | Røysland          | 529                        | 0.4                            | Bjerkreim                           |
| 4571   | Foto eines modernen Kirchenbaus                                                                             | Nærbø             | 7632                       | 3.15                           | Hå                                  |
| 4572   | Foto einer weißen Holzkirche                                                                                | Varhaug           | 3387                       | 1.52                           | Hå                                  |
| 4573   | | Vigrestad         | 2149                       | 1.2                            | Hå                                  |
| 4574   | | Brusand           | 448                        | 0.19                           | Hå                                  |
| 4575   | Foto eines Bahnhofsgebäudes mit einem Bahntunnel in unmittelbarer Nähe                                      | Sirevåg           | 753                        | 0.69                           | Hå                                  |
| 4576   | | Ogna              | 428                        | 0.31                           | Hå                                  |
| 4577   | | Hæen              | 856                        | 0.47                           | Hå                                  |
| 4578   | | Nærland           | 328                        | 0.16                           | Hå                                  |
| 4583   | Foto einer älteren Steinkirche                                                                              | Pollestad         | 818                        | 0.47                           | Klepp                               |
| 4585   | Foto einer Siedlung mit einer Baustelle im Vordergrund                                                      | Kleppe/Verdalen   | 9922                       | 3.31                           | Klepp                               |
| 4591   | Luftbild auf eine Siedlung herunter mit einem Hochhaus im Zentrum des Bildes. Das umgebende Land ist flach. | Bryne             | 13.312                     | 5.68                           | Time, Klepp                         |
| 4592   | | Kvernaland        | 7959                       | 4.54                           | Klepp, Time, Sandnes                |
| 4593   | Foto von einer Anhöhe auf eine Siedlung im weitgehend flachem Gebiet herunter                               | Undheim           | 611                        | 0.41                           | Time                                |
| 4594   | Foto einer auf einem Hang liegenden Siedlung                                                                | Lyefjell          | 2357                       | 0.94                           | Time                                |
| 4601   | Foto von einer Anhöhe auf eine Siedlung herunter                                                            | Ålgård/Figgjo     | 12.003                     | 5.18                           | Gjesdal, Sandnes                    |
| 4602   | Foto eines in einem Tal gelegenen Dorfes                                                                    | Oltedal           | 1013                       | 0.58                           | Gjesdal                             |
| 4603   | Foto einer Holzkirche in bergiger Umgebung                                                                  | Gilja             | 385                        | 0.31                           | Gjesdal                             |
| 4614   | | Hålandsmarka      | 906                        | 0.17                           | Sola                                |
| 4615   | | Stenebyen         | 997                        | 0.41                           | Sola                                |
| 4617   | | Kolnes            | 578                        | 1.04                           | Sola                                |
| 4618   | Foto einer auf einem Hügel gelegenen Kirche                                                                 | Malmheim          | 362                        | 0.23                           | Sandnes                             |
| 4631   | Foto einer an einem Fjord gelegenen Siedlung                                                                | Jørpeland         | 7714                       | 4.17                           | Strand                              |
| 4632   | Luftbild einer am Meer gelegenen Siedlung mit Bergen im Hintergrund                                         | Tau               | 3512                       | 2.3                            | Strand                              |
| 4641   | Foto einer direkt am Meer gelegenen Siedlung in bergiger Umgebung                                           | Hjelmelandsvågen  | 614                        | 0.7                            | Hjelmeland                          |
| 4651   | Foto von direkt am Meer gelegenen Häusern                                                                   | Sand              | 1218                       | 1.04                           | Suldal                              |
| 4661   | Foto einer Straße und Häusern an einem Hang in bergiger Umgebung                                            | Sauda             | 4190                       | 4.09                           | Sauda                               |
| 4671   | | Judaberg          | 921                        | 0.8                            | Stavanger                           |
| 4681   | Foto von direkt am Meer gelegenen Häusern                                                                   | Ydstebøhamn       | 398                        | 0.42                           | Kvitsøy                             |
| 4691   | Foto einer weißen Holzkirche                                                                                | Førdesfjorden     | 4063                       | 2.61                           | Tysvær                              |
| 4692   | Foto des Rathauses von Tysvær                                                                               | Aksdal            | 795                        | 0.43                           | Tysvær                              |
| 4693   | | Nedstrand         | 256                        | 0.37                           | Tysvær                              |
| 4694   | | Østenstad         | 307                        | 0.32                           | Tysvær                              |
| 4695   | | Padlene           | 304                        | 0.17                           | Tysvær                              |
| 4696   | | Slåttevik         | 291                        | 0.21                           | Tysvær                              |
| 4697   | | Grinde            | 957                        | 0.6                            | Tysvær                              |
| 4698   | | Skre              | 1618                       | 1.02                           | Karmøy, Tysvær                      |
| 4699   | | Høie              | 235                        | 0.13                           | Tysvær                              |
| 4702   | Foto von Meer und Strand und einer Siedlung hinter diesem Strand                                            | Åkrehamn          | 8099                       | 4.37                           | Karmøy                              |
| 4703   | | Sandve            | 327                        | 0.39                           | Karmøy                              |
| 4705   | Foto von einer Anhöhe auf eine Siedlung und in Schiff in einem Hafen herab                                  | Skudeneshavn      | 3348                       | 2.55                           | Karmøy                              |
| 4706   | Foto eines Gewässers, links und rechts davon stehen bis direkt ans Ufer Gebäude                             | Kopervik          | 11.860                     | 7.74                           | Karmøy                              |
| 4708   | Foto einer Steinkirche                                                                                      | Avaldsnes         | 2866                       | 3.24                           | Karmøy                              |
| 4731   | Foto einer Kirche                                                                                           | Skjold            | 962                        | 1.03                           | Vindafjord                          |
| 4732   | Foto einer in bergiger Umgebung an einem Fjord gelegenen Siedlung                                           | Sandeid           | 712                        | 0.63                           | Vindafjord                          |
| 4733   | Foto einer am Meer gelegenen Siedlung                                                                       | Vikedal           | 499                        | 0.76                           | Vindafjord                          |
| 4741   | Luftbild einer direkt am Meer gelegenen Siedlung                                                            | Vikevåg           | 984                        | 0.61                           | Stavanger                           |
| 4742   | | Østhusvik         | 691                        | 0.42                           | Stavanger                           |
| 4743   | | Askje             | 630                        | 0.27                           | Stavanger                           |
| 4745   | Foto einer weißen Holzkapelle                                                                               | Vestre Åmøy       | 312                        | 0.21                           | Stavanger                           |
| 4763   | Foto von direkt an einem Gewässer gelegenen Häusern                                                         | Ferkingstad       | 719                        | 0.79                           | Karmøy                              |
| 4771   | Luftfoto von einer an der Küste zwischen Bergen gelegenen Siedlung                                          | Forsand           | 530                        | 0.82                           | Sandnes                             |
| 4781   | | Bokn              | 501                        | 0.55                           | Bokn                                |
| 5021   | Luftbild mit mehreren an einem Fjord gelegenen Siedlungen                                                   | Ølen              | 1376                       | 1.11                           | Vindafjord                          |
| 5022   | Luftbild mit mehreren an einem Fjord gelegenen Siedlungen                                                   | Ølensvåg          | 479                        | 0.41                           | Vindafjord                          |